# گانگ هونگ-ریپ
گانگ هونگ ریپ (۱۵۶۰–۶ سپتامبر ۱۶۲۷) ژنرالی کره ای در خلال سلسله چوسان بود. به دلیل درخواست‌های زیاد از سوی دربار سلسله چینی مینگ، گوانگ‌هیگون به گانگ هونگ ریپ مأموریت داد تا با ده هزار سرباز، مینگ را در برابر منچو در سال ۱۶۱۹ یاری کند. اما ارتش مینگ در نبرد سارهو نابود شدند. ارتش کره تحت رهبری لیو تینگ دو سوم سربازان خود را در شهر فوکا از دست داده و تسلیم نورهاچی (خانسالار منچو) شدند. منابع رسمی کره ای تصریح می‌کنند که گوانگ‌هیگون موضوعی خیانت آمیز را به نورهاچی پیشنهاد داده بود اما در این که این جریان افترایی از سوی حزب غربی باشد که پادشاه را برکنار کردند، شک‌هایی وجود دارد. در سال ۱۶۲۰ تقریباً تمامی زندانیان کره ای آزاد شدند ولی گانگ هونگ ریپ که تسلط خوبی بر زبان مانچو داشت، همچنان نگه داشته شد. یی گوال که از جوایز نامناسب برای کودتایی که منجر به عزل گوانگ‌هیگون شده بود احساس ناامیدی می‌کرد، در سال ۱۶۲۴ علیه پادشاه اینجو شورش کرد. او به‌طور موقت هانسئونگ (سئول امروزی) را تصرف کرد ولی سرانجام شکست خورد. هان میونگ نیون که همدست یی گوال بود نیز کشته شد ولی پسرش هان یون به مانچو فرار کرد.
گانگ هونگ ریپ به دام هان یون افتاد و به اشتباه تصور کرد که تمامی خانواده وی توسط دولت کشته شده‌اند. او برای گرفتن انتقام خود در کره به منچوها توصیه کرد که بر چوسان غلبه کنند. در سال ۱۶۲۷، وی ارتش منچو را که توسط ژنرال آمین هدایت می‌شد به سمت هانسئونگ راهنمایی کرد و به عنوان نماینده منچو برای عقد قرار داد آتش‌بس با کره مذاکره نمود. سپس او متوجه شد که در موضوع کشته شدن خانواده اش فریب خورده‌است و دچار اندوه بسیار شدیدی شد. نام او به عنوان یک خائن لکه دار شده و مقام رسمی اش از وی سلب گردید. از او بعد از مرگش اعاده حیثیت شد.